# George Panapa
George Panapa (Funafuti, 6 oktober 1992) is een Tuvaluaans voetballer die uitkomt in de Tuvaluaanse Competitie. Hij speelt voor Tofaga.
George speelde vijf wedstrijden voor het Tuvaluaans voetbalelftal waarvan vier bij de Pacific Games 2011. George is ook captain van het zaalvoetbalteam van Tuvalu. Zijn vader is Paulson Panapa, voorzitter van de TNFA. Ook is hij de neef van James Lepaio.

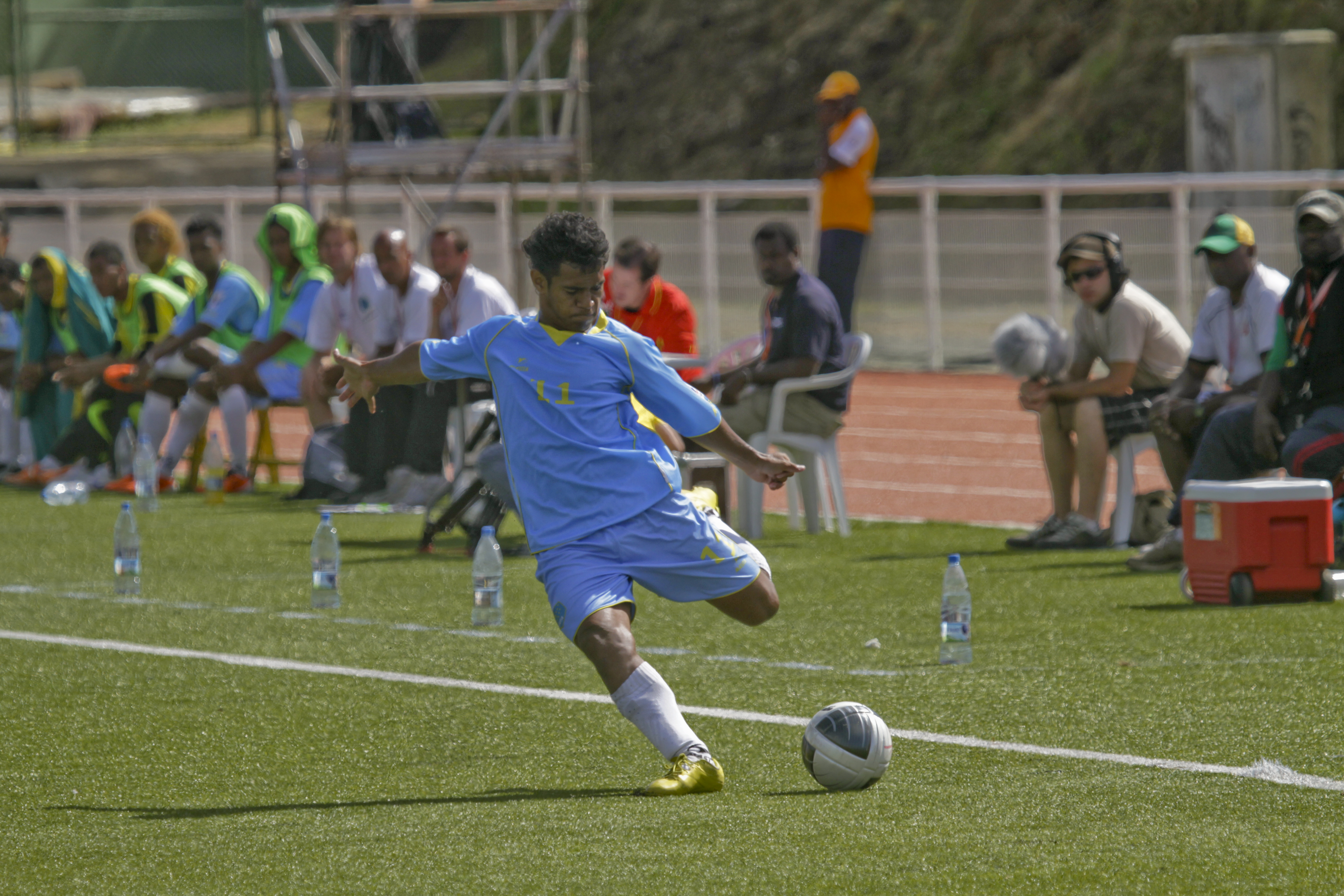
Panapa in actie.

1 Sieni ·
2 Pokia ·
3 Tofuola ·
4 Timuani ·
5 Takataka ·
6 Penisula ·
7 Liva ·
8 Tinilau ·
9 Tiute ·
10 Lepaio ·
11 Panapa ·
12 Petoa ·
13 Stanley ·
14 Sogivalu ·
15 Ofati ·
16 Selau ·
17 Ale ·
18 Petaia ·
19 Lima'alofa ·
20 Okelani ·
24 Tapasei ·
Coach: De Haan
1 Tailolo ·
2 Sogivalu ·
3 Taukatea ·
4 Lepaio ·
5 Maleko ·
6 Petaia ·
7 Ionatana ·
8 Uaelesi ·
9 Petaia ·
10 Panapa ·
11 Tiute ·
12 Timuani ·
Coach: Vave